# Klient (informatyka)
Klient – program komputerowy występujący w roli klienta wobec usług dostarczanych przez serwer.
Potocznie mianem klienta określa się również komputer lub hosta, na którym działa program w roli klienta.
W konwencji nazw stosowanej dla programów z rodziny XFree86 klientem nazywa się maszynę stanowiącą źródło danych pobieranych przez serwer.

## Przykłady
- programy typu telnet lub SSH, na przykład PuTTY, pozwalające użytkownikowi na korzystanie z trybu wiersza poleceń na zdalnym komputerze
- przeglądarka internetowa, na przykład Mozilla Firefox, pobierająca żądane strony internetowe z serwera WWW